# سحالي دودية وأشباهها
السحالي الدودية وأشباهها (الاسم العلمي: Amphisbaenia) هي تحت رتبة من الزواحف تتبع رتيبة السحالي من رتبة الحرشفيات.

## التصنيف
- السحالي الدودية
  - السحلية الدودية